# Верхня Сисерть
Верхня Сисе́рть (рос. Верхняя Сысерть) — селище у складі Сисертського міського округу Свердловської області.
Населення — 1138 осіб (2010, 1134 у 2002).
До 12 жовтня 2004 року селище мало статус селища міського типу.